# ロルフ・ラヴランド
ロルフ・ラヴランド（Rolf Løvland、1955年4月19日 - ）は、ノルウェー・クリスチャンサン生まれの作曲家。
早期から作曲をはじめ、9歳ごろにはバンドを結成していた。クリスティアンサン音楽学校で学び、後にオスロのノルウェー音楽院で博士号を所得した。アイルランド出身のヴァイオリニスト、フィンヌーラ・シェリーとシークレット・ガーデンを結成。
「ユー・レイズ・ミー・アップ」の作曲者として知られており、その曲は125以上の言語で歌われている。

## 受賞歴
- ノルウェー・グラミー賞（1995年以前）
- メロディー・グランプリ（ユーロビジョン・ソング・コンテストのノルウェー国内予選）4回優勝
- ユーロビジョン・ソング・コンテストでグランプリを2度受賞（1985年・1995年）